# Кубок Чернігівської області з футболу 2012
Кубок Чернігівської області з футболу 2012 — 64-й розіграш Кубка Чернігівської області з футболу.
На всіх етапах турніру зустрічі команд складаються з одного матчу.

## Учасники
В цьому розіграші Кубку узяли участь 19 клубів.
| 1/8 фіналу - «Авангард» (Корюківка) - ФК «Бахмач» (Бахмач) - ФК «Борзна» (Борзна) - «Єдність-2» (Плиски) - ФК «Короп» (Короп) - ФК «Лосинівка» (Лосинівка) - ФК «Ніжин» (Ніжин) - «Ніка» (Чернігів) - ФК «Остер» (Остер) - «Промінь» (Голубичі) - ФК «Славутич» (Славутич) - «Штурм» (Жовтневе) - «ЮСБ» (Чернігів) | 1/16 фіналу - «Автомобіліст» (Носівка) - «Біотех» (Сосниця) - «Дружба Нова» (Варва) - «Колос» (Смолянка) - «ЛКТ» (Чернігів) - «Полісся» (Добрянка) |

## 1/16 фіналу
Матчі 1/16 фіналу відбулися 21 квітня 2012 року.
| № | Команда 1      | Команда 2     | Рахунок |
| - | -------------- | ------------- | ------- |
| 1 | «Колос»        | «Біотех»      | 3:2     |
| 2 | «ЛКТ»          | «Полісся»     | 2:1     |
| 3 | «Автомобіліст» | «Дружба Нова» | 2:3     |

## 1/8 фіналу
Матчі 1/8 фіналу відбулися 29 квітня 2012 року.
| № | Команда 1      | Команда 2     | Рахунок           |
| - | -------------- | ------------- | ----------------- |
| 1 | ФК «Короп»     | ФК «Бахмач»   | 0:3               |
| 2 | «ЮСБ»          | ФК «Остер»    | 6:1               |
| 3 | «Ніка»         | «Штурм»       | 6:0               |
| 4 | «ЛКТ»          | «Дружба-Нова» | 1:1 (по пен. 2:4) |
| 5 | «Колос»        | ФК «Борзна»   | 0:0 (по пен 5:4)  |
| 6 | «Авангард»     | «Єдність-2»   | 0:1               |
| 7 | «Промінь»      | ФК «Славутич» | 0:3               |
| 8 | ФК «Лосинівка» | ФК «Ніжин»    | 4:2 (д.ч.)        |

## 1/4 фіналу
Матчі 1/4 фіналу відбулися 2 травня 2012 року.
| № | Команда 1      | Команда 2     | Рахунок |
| - | -------------- | ------------- | ------- |
| 1 | «Єдність-2»    | «Колос»       | 2:0     |
| 2 | «ЮСБ»          | ФК «Славутич» | 8:0     |
| 3 | ФК «Лосинівка» | «Дружба-Нова» | 3:1     |
| 4 | «Ніка»         | ФК «Бахмач»   | 2:1     |

## 1/2 фіналу
Матчі 1/2 фіналу відбулися 5 травня 2012 року.
| № | Команда 1   | Команда 2      | Рахунок |
| - | ----------- | -------------- | ------- |
| 1 | «Єдність-2» | ФК «Лосинівка» | 3:1     |
| 2 | «ЮСБ»       | «Ніка»         | 3:1     |

## Фінал
Фінальний матч відбувся 9 травня 2012 року в м. Ніжин, на стадіоні «Спартак»
| № | Команда 1 | Команда 2   | Рахунок |
| - | --------- | ----------- | ------- |
| 1 | «ЮСБ»     | «Єдність-2» | 4:1     |